# Душан Кондић
Душан Кондић (Буснови код Приједора, 11. јун 1883 — Буснови, 8. децембар 1966) био је протојереј Српске православне цркве, парох и старешина Цркве Вазнесења Христовог у Бусновима.

## Биографија
Протојереј Душан Кондић рођен је 11. јуна 1883. године у Бусновима код Приједора, у честитој и побожној кући протинице Ане и проте Гавре Кондића.
Завршио је Призренску богословију а потом рукоположен у чин ђакона приликом освећења храма Светог Пророка Илије у Сводни, 9. септембра 1906. године од стране митрополита бањалучког Евгенија Летице.
Рукоположен је за свештеника у Лепеници 29. септембра исте године, те му је привремено повјерена парохија у Козици. По преласку свештеника Јована Јелића на парохију у Марићку, млади Душан 1908. године долази у своје Буснови.
Црква у Бусновима се 1911. године налазила у лошем стању по свој прилици је намјера за њено обнављање прекинут избијањем балканских и Првог светског рата. По ослобођењеу и уједињењу заслугом оца Душана храм је подзидан камен и генерално обновљен 1924. године.
За ревносну служба прота Душан је од митрополита бањалучког Василија Поповића одликован правом ношењу црвеног појаса 26. маја 1922. године. Протојереским чином одликован је у пролеће, 1938. године.
По прогонству у Србију 1941. године, распоређен је у Епархију браничевску те је 2. октобра исте године постављен за помоћника другом пароху голубачком. Потом му је у опслуживање повјерено село Двориште, а од 27. јула 1942. године прва голубачка парохија у којој је остао до повратка у Поткозарје, 25. јуна 1945. године.
Уживајући изузетно повјерење надлежног архијереја одређен је 1947. године за редновог члана црквеног суда из намјесништва приједорског. Свети архијерески синод одликовао га је правом ношења напрсног крста 1949. године.
Упокојио се 8. децембра 1966. године у на парохији у својим Бусновима а сахрањен је на градском гробљу у Приједору.